# 172

172(백칠십이)는 171보다 크고 173보다 작은 자연수다.

## 수학
- 합성수로, 그 약수는 1, 2, 4, 43, 86, 172이다. 진약수의 합은 136이므로, 172는 부족수다.
- 4번째 삼십각수다. 앞의 삼십각수는 87, 다음은 285다.
- {\displaystyle 172=83+89}
  - 연속하는 두 소수(素數)의 합으로 나타낼 수 있으며, 이 성질을 지닌 앞의 수는 162, 다음 수는 186이다.
- {\displaystyle 85^{2}-1}은 172로 나누어떨어진다.

## 과학
- NGC 172: 고래자리 방향에 있는 막대나선은하.

## 교통

### 항공
- 세스나 172: 세스나의 경비행기.

### 도로
- 일본 172번 국도: 오사카부 오사카시 주오구 오사카항에서 혼마치3교차로까지 이어지는 일본의 국도.

## 군사
- U-172(영어판, 독일어판): 제2차 세계 대전에 사용된 나치 독일의 군용 잠수함.

## 문화유산
- 대한민국의 국보 제172호: 진양군영인정씨묘출토유물
- 대한민국의 보물 제172호: 문경 봉암사 정진대사탑비
- 대한민국의 사적 제172호: 경주 오릉

## 방송
- 스카이라이프의 미국 국제 방송인 CNN 인터내셔널 채널 번호.
- 지니 TV의 연합뉴스TV JOB 채널 번호.
- B tv의 애니맥스 채널 번호.
- U+ TV의 딜사이트경제TV 채널 번호.
- LG헬로비전의 K바둑 채널 번호.
- B tv 케이블의 애니플러스 채널 번호.

## 기타
- 연도: 172년, 기원전 172년